# جان فلینترمن
جان فلینترمن (انگلیسی: Jan Flinterman؛ زادهٔ ۲ اکتبر ۱۹۱۹ در لاهه – درگذشتهٔ ۲۶ دسامبر ۱۹۹۲ در لیدن) خلبان نیروی هوایی هلند در جنگ جهانی دوم و رانندهٔ مسابقات اتومبیل‌رانی فرمول یک اهل هلند بود. او در کنار درایس فون در لوف، اولین رانندهٔ اهل هلند بود که در مسابقات فرمول یک شرکت کرد.
فلینترمن در دسامبر ۱۹۹۲ در شهر لیدن درگذشت.

## نتایج کامل در مسابقات جهانی فرمول یک
(کلید)
| سال  | تیم                 | شاسی              | موتور         | ۱     | ۲   | ۳     | ۴      | ۵        | ۶     | ۷        | ۸       | قهرمانی رانندگان | امتیاز |
| ---- | ------------------- | ----------------- | ------------- | ----- | --- | ----- | ------ | -------- | ----- | -------- | ------- | ---------------- | ------ |
| ۱۹۵۲ | اسکودریا باندیرانتس | مازراتی ای۶جی‌سی‌ام | مازراتی ۶-خطی | سوئیس | ۵۰۰ | بلژیک | فرانسه | بریتانیا | آلمان | هلند ۹ * | ایتالیا | ر.ن.             | ۰      |

* نشانگر رانندگی مشترک با چیکو لاندی